# Abádszalók
Abádszalók é uma cidade da Hungria, situada no condado de Jász-Nagykun-Szolnok. Tem 132,23 km² de área e sua população em 2019 foi estimada em 4.129 habitantes.